# 辰山 (上海市)
辰山，位于上海市松江区佘山镇境内。东濒辰山塘。南距松江城区9.5公里，西距天马山3公里，东北距西佘山2公里、距东佘山3公里。系浙江天目山的余脉。海拔71.4米。东西长700米，南北宽300米，基底呈椭圆形。占地面积17.78公顷（合266.73亩）。

## 名称
辰山本名秀林山，唐天宝六载（747年）改称细林山。因在松郡九峰东南方辰位，故名辰山。又相传自古有神仙寄迹山中，故又名神山。

## 辰山十景
据嘉庆《松江府志》记载，辰山曾有“辰山十景”，分别为：洞口春云、镜湖晴月、金沙夕照、甘白山泉、五友奇石、素翁仙冢、丹井灵源、崇真晓钟、义士古碑、晚香遗址。

## 辰山采石场

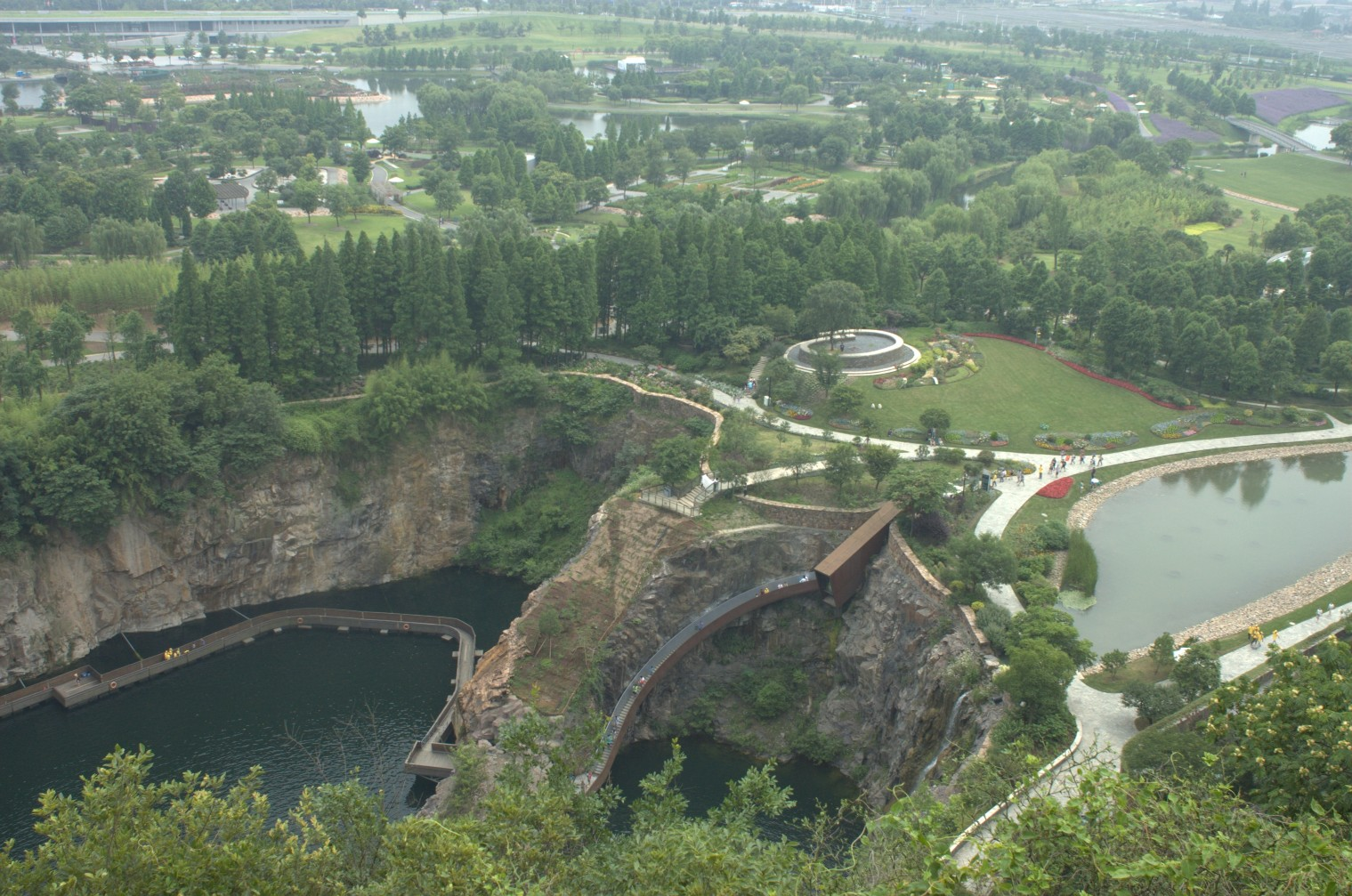
矿坑花园

辰山为古今采石地。山体由熔凝灰角砾岩和正长斑岩组成。1905年，陈坊桥富户陈福熙、陈福洪共同在辰山投资办采石工场，松江沦陷后，采石一度停止，后由私人在辰山开辟经营6号塘口继续采石。解放后，华东交通部成立松青采石公司，由松青采石公司统一经营。1952年，将联营石矿与松青采石公司合并成立上海华东轧石公司。下设轧石一厂与轧石二厂，其中轧石一厂即在辰山，包括附属天马工场。1956年，因国防工程建设需要，轧石一厂、轧石二厂停产。今辰山之西南、南、东三面面，均已形成五六十米高的人工悬崖。且西南面已形成深坑。上海辰山植物园在建设过程中对采石场遗址西侧的深潭、坑体、地坪和山崖进行改造，营建成为独具特色的矿坑花园。

## 辰山古遗址
辰山古文化遗址位于辰山山体南侧，2009年初被发现，距今有3000多年历史。上海辰山植物园与松江区文广局于2013年在辰山西侧山道口共同树立了一座“辰山古文化遗址”石碑。2014年4月4日，辰山古遗址被上海市人民政府公布为第八批上海市文物保护单位。